# كلاوس برغرين
كلاوس برغرين، من مواليد 3 فبراير 1958 في فيروم في الدنمارك، لاعب كرة قدم دنماركي سابق.
بدأ مسيرته الكروية في عام 1975 مع نادي لينغبي بولدكلوب، وقد لعب معهم حتى عام 1982، وفي عام 1982 انتقل إلى نادي بيزا الإيطالي، ولعب معهم حتى عام 1986، وقد شارك في تلك الفترة في 124 مباراة وسجل 29 هدف، وفي موسم 1986/1987 انتقل إلى نادي روما الإيطالي، ولعب معهم 24 مباراة وسجل 5 أهداف، وفي موسم 1987/1988 انتقل إلى نادي تورينو الإيطالي، ولعب معهم 26 مباراة وسجل 3 أهداف، وفي موسم 1989/1990 انتقل إلى نادي لينغبي بولدكلوب واعتزل معهم كرة القدم.
و قد لعب مع منتخب الدنمارك لكرة القدم 46 مباراة وسجل 5 أهداف.

## وصلات خارجية
- كلاوس برغرين على موقع الاتحاد الأوربي (الإنجليزية)
- كلاوس برغرين على موقع قاعدة بيانات كرة القدم.إي يو (الإنجليزية)
- كلاوس برغرين على موقع ناشيونال فوتبول تيمز (الإنجليزية)
- كلاوس برغرين على موقع عالم كرة القدم.نت (الإنجليزية)